# Reparti alpini
I reparti alpini sono le varie unità militari del corpo degli alpini dell'esercito italiano.
Di seguito sono presenti i corpi attualmente presenti, alle dipendenze del Comando truppe alpine, e quelli disciolti, con indicazione dei loro fregi, mostrine e delle nappine portate sul cappello che li contraddistinguono.

## Reparti attualmente operativi
| Reparto                     | Sede    | Unità dipendenti |
| --------------------------- | ------- | --- |
| "Comando truppe alpine      | Bolzano | - Reparto comando e supporti tattici (Bolzano) |
| Centro addestramento alpino | Aosta   | - 6º Reggimento alpini (Brunico, San Candido, Dobbiaco) - Raggruppamento addestrativo (Aosta, La Thuile) - Reparto attività sportive (Courmayeur) |
| Brigata alpina "Taurinense" | Torino  | - Reparto comando e supporti tattici "Taurinense" (Torino) - 2º Reggimento alpini (San Rocco di Cuneo) - 3º Reggimento alpini (Pinerolo, Oulx) - 9º Reggimento alpini (L'Aquila) - Reggimento "Nizza Cavalleria" (1º) (Bellinzago Novarese) - 1º Reggimento artiglieria terrestre (montagna) (Fossano) - 32º Reggimento genio guastatori alpino (Fossano) - 1º Reggimento di manovra (Rivoli Torinese) |
| Brigata alpina "Julia"      | Udine   | - Reparto comando e supporti tattici "Julia" (Udine) - 5º Reggimento alpini (Vipiteno) - 7º Reggimento alpini (Belluno) - 8º Reggimento alpini (Venzone) - 3º Reggimento artiglieria terrestre (montagna) (Remanzacco) - Reggimento "Piemonte Cavalleria" (2°) (Trieste) - 2º Reggimento genio guastatori alpino (Trento) - 24º Reggimento di manovra (Merano)                                         |

| Comando sovraordinato                      | Sede  | Unità alpine dipendenti                         |
| ------------------------------------------ | ----- | ----------------------------------------------- |
| Comando trasmissioni                       | Anzio | - 2º Reggimento trasmissioni alpino (Bolzano)   |
| Comando delle forze speciali dell'Esercito | Pisa  | - 4º Reggimento alpini paracadutisti (Montorio) |

## Reparti disciolti

### I Battaglione alpini d'Africa
| Il Battaglione era formato da tre compagnie fornite dai Btg. "Gemona", "Verona" e "Tirano" delle quali la truppa indossava le nappine. Inviato in Colonia eritrea nel 1895 ed aggregato al Regio Corpo Truppe Coloniali d'Eritrea. Oltre al fregio di stella, il personale indossava anche il fregio d'aquila nei tre tipi. Le fiamme (cioè le mostrine) non erano indossate. |

### 8º Reggimento speciale alpini
| I fregi da truppa erano ricamati in filo verde. Il Reggimento di formazione (costituito nel 1911 per la spedizione in Tripolitania durante la Guerra Italo-Turca) era comunemente conosciuto come "Rgt. Cantore" dal nome del suo Comandante, colonnello Antonio Cantore. |

### Battaglione "Garibaldi"
| Battaglione autonomo (già compagnia autonoma) costituito nel 1916 dal deposito del 5º Reggimento alpini. Derivò il nome, mai ufficialmente concesso, dal Rifugio Garibaldi che sorgeva sull'Adamello (dove nacque e operò la compagnia autonoma). Il personale indossava un fazzoletto rosso al collo. Si può osservare che molte unità dell'Esercito Italiano che hanno assunto il nome di "Garibaldi", o che hanno ad esso fatto riferimento, hanno indossato elementi di vestiario di colore rosso quali fazzoletto da collo o cravatta. Nell'estate 1916 cambiò denominazione in Battaglione "Monte Mandrone". |

### Reparti d'assalto alpino "Fiamme verdi"
| Fregio e mostrina | Queste unità portavano le nappine dei battaglioni di appartenenza. |

### Battaglione "Uork Amba"
| Costituito nel 1935, dal deposito del 7º Reggimento alpini, come VII Battaglione Complementi. Acquisì il nome dopo il combattimento sull'Amba Uork. Era ordinato, in un primo momento, su Compagnia comando e 3 Compagnie fucilieri, successivamente venne riorganizzato su Compagnia comando, Plotone esploratori, Plotone armi pesanti, 2 Compagnie fucilieri. Un nuovo Battaglione complementi, denominato in un primo tempo I Battaglione speciale alpini, fu costituito nell'ottobre 1936 e assorbì i resti del Battaglione precedente, assumendone il nome. Ordinato su Compagnia comando e Plotone trasmissioni, Plotone esploratori, Plotone armi pesanti, Plotone cannoni, 4 Compagnie fucilieri. È riconosciuto come il reparto, del Corpo, che abbia mai avuto il maggiore organico. Fu sciolto nell'aprile 1941 dopo essere stato quasi completamente distrutto. |

### Battaglione "Duca degli Abruzzi"
| Formato, per l'esigenza di guerra, con personale tratto dalla Scuola militare alpina di Aosta (della quale mantenne la nappina). Costituito il 10 giugno 1940, al comando del ten. col. Arnaldo Volla, viene impiegato sulle Alpi Occidentali e disciolto nel dicembre 1940 cedendo parte del personale al neo-costituito Battaglione Alpini Sciatori "Monte Cervino", il restante personale rientrò ad Aosta dove contribuì a costituire la locale compagnia presidieria. Personale: 480 militari di truppa, 50 sottufficiali, 26 ufficiali. Organico: Compagnia comando, 3 compagnie fucilieri, 1 compagnia cannoni c/c. |

### Battaglione alpini sciatori "Monte Cervino"
| Formato, in buona parte, con personale già appartenuto al Battaglione "Duca degli Abruzzi" (di cui conservò, in un primo momento, la nappina) reduce dalla campagna sulle Alpi Occidentali. Costituito il 14 dicembre 1940, viene impiegato in Albania e disciolto nel maggio 1941. Ricostituito il 6 ottobre 1941 viene inviato in Russia e viene considerato disciolto per eventi bellici il 18 febbraio 1943. I superstiti, unitamente a personale tratto dal Battaglione "Val Toce", vengono chiamati a ricostituire il Battaglione in data 15 giugno 1943, il reparto, assegnato al 20º Raggruppamento Alpini Sciatori impiegato in Francia, viene nuovamente disciolto a seguito degli eventi armistiziali dell'8 settembre 1943. Il Battaglione per la Campagna di Russia 1942-1943 venne decorato di medaglia d'oro al valor Militare e per la Campagna di Grecia 1940-1941 di medaglia d'argento al valor militare. Personale: 280 militari di truppa, 25 sottufficiali, 14 ufficiali. Organico del Battaglione su Plotone comando e 2 Compagnie sciatori, per la Campagna di Russia gli viene assegnata in rinforzo la 80ª Compagnia armi di accompagnamento. Il reparto vestiva una speciale combinazione mimetica bianca. Ufficiale medico del battaglione è stato il tenente dottor Enrico Reginato, medaglia d'oro al valore militare. Dal 1990 le tradizioni del Battaglione sono state assunte dalla Compagnia alpini paracadutisti, successivamente elevata a Battaglione e quindi dal 4º Reggimento alpini paracadutisti, che ne ha ricevuto la gloriosa denominazione. |

### XX Raggruppamento sciatori (1942-'43)
| Fregio, mostrina e nappina |

### Battaglione alpini sciatori "Monte Bianco"
| Fregio, mostrina e nappina |

### 216ª Compagnia armi di accompagnamento
| Reparto Bersaglieri (tratto dal 7º Reggimento), fu trasformato in reparto Alpini e inviato in Russia, nel 1942, con il 6º Reggimento della Divisione "Tridentina". Il personale continuò a indossare, sul rovescio del bavero, le fiamme cremisi; fu adottata la nappina rossa perché era il colore che più somigliava al cremisi; il personale, nelle retrovie, era autorizzato a indossare sul bavero una spilla riproducente un fez. |

### Reparti chimici per Divisioni alpine
| Fregio, mostrina e nappina · Fregio, mostrina e nappina | - a) ufficiali - b) truppa Foglio d'ordini. disp. 27º del 4 luglio 1938 - c) ufficiali (fuori ordinanza) - d) mostrina per truppa Foglio d'ordini disp. 27 del 4 luglio 1938 - e) mostrina (tutti i gradi) circ. n. 528 del 25 luglio 1940 |

### Compagnie presidiarie alpine
| Fregio e mostrina |

### Reggimenti alpini costieri
| I Battaglioni alpini costieri (riuniti, poi, in Reggimenti) furono costituiti durante la seconda guerra mondiale e destinati a presidiare zone costiere le cui caratteristiche orografiche richiedevano pratica di montagna; erano formati con personale delle classi più anziane dei battaglioni complementi. Allo stesso compito furono destinati alcuni battaglioni alpini territoriali mobili. Dall'11 luglio 1943 tutti ebbero assegnata denominazione (battaglioni "Monte …") e nappina (a far data dal 1º agosto successivo). |

### 165º Reggimento alpini
| Costituito nel dicembre 1942 dal centro di mobilitazione del 6º Reggimento alpini; disciolto nel settembre 1943. Inquadrava: - 25º Battaglione "Monte Marmolada" (già XXV btg complementi del 7º Rgt.); - 26º Battaglione "Monte Canin" (già XXVI btg complementi dell'8º Rgt.); - 27º Battaglione "Monte Clapier" (già XXVII btg complementi del 1º Rgt. ); durante la I G.M. indossava la nappina verde; - 513º Battaglione territoriale mobile; - 424ª Compagnia mortai da 81. |

### 166º Reggimento alpini
| Costituito nel dicembre 1942 dal deposito dell'11º Reggimento alpini; disciolto nel settembre 1943. Inquadrava: - 34º Battaglione "Monte Spluga" (già XXXIB btg complementi del 5º Rgt), sulle compagnie 740ª, 741ª e 742ª; - 35º Battaglione "Monte Stelvio" (già XXXV btg complementi del 5º Rgt), sulle compagnie 743ª, 744ª e 745ª; - 36º Battaglione "Monte Pavione" (già XXXVI btg complementi del 7º Rgt); - 38º Battaglione "Monte Arvenis" (già XXXVIII btg complementi dell'8º Rgt). Il Reggimento era alle dipendenze della 223ª Divisione costiera (4ª Armata). |

### 167º Reggimento alpini
| Costituito nel dicembre 1942 dal deposito del 7º Reggimento alpini; disciolto nel settembre 1943. Inquadrava: - 23º Battaglione "Monte Levanna" (già XXIII btg complementi del 4º Rgt); - 24º Battaglione "Monte Suello" (già XXIV btg complementi del 6º Rgt); - 39º Battaglione "Monte Berico" (già XXXIX btg complementi del 9º Rgt). Fu costituito con la 755ª, la 756ª e la 757ª Compagnia e assunse il nome, appunto, di "Monte Berico". Il 39º Battaglione Alpini, della 4ª Armata, risulta essere stato disloccato nella zona di Cavalaire e St. Tropez, nel dicembre del 1942 e li si trovò l'8 settembre 1943, quando fu catturato dai Tedeschi e i suoi uomini furono costretti a lavorare come lavoratori civili. Il Reggimento era alle dipendenze della Divisione di Fanteria "Legnano" (4ª Armata). |

### 168º Reggimento alpini
| Costituito nel dicembre 1942 dal centro di mobilitazione dell'8º Reggimento alpini; disciolto nel settembre 1943. Inquadrava: - 40º Battaglione "Monte Maiella" (già XL btg complementi del 9º Rgt); - 514º bis Battaglione territoriale mobile. Il Reggimento era alle dipendenze della Divisione di Fanteria "Taro". |

### 175º Reggimento alpini territoriale mobile (T.M.)
| Costituito il 26 febbraio 1943 dal deposito del 4º Reggimento alpini; disciolto il 31 agosto 1944. Inquadrava: - 519º Battaglione T.M. "Mongioje" (dal deposito del 1º Rgt), sulle compagnie 114ª, 118ª e 119ª (appartenuta al Btg "Monte Clapier" durante la I G.M.); - 520º Battaglione T.M. "Monte Bicocca" (dal deposito del 2º Rgt), sulle compagnie 81ª, 101ª e 123ª, tradizionali del Btg; - 521º Battaglione T.M. "Monte Albergian" (dal deposito del 3º Rgt); inoltre, dopo l'8 settembre 1943: - 21º Battaglione "Monte Mercatour" (già XXI btg complementi del 1º Rgt); - 22º Battaglione "Monte Granero" (già XXII btg complementi del 3º Rgt) che, unico a rimanere in vita dopo lo scioglimento del Rgt, viene inquadrato nel Corpo Italiano di Liberazione (C.I.L.); - 531º Battaglione T.M. "Monte Baldo" (dal deposito del 6º Rgt). |

### 176º Reggimento alpini T.M.
| Costituito il 1º febbraio 1943 dal centro di mobilitazione del 9º Reggimento alpini; disciolto nell'agosto 1943. Inquadrava: - 522º Battaglione T.M. "Monte Adamello" (dal deposito del 5º Rgt); - 523º Battaglione T.M. "Monte Antelao" (dal deposito del 7º Rgt); - 524º Battaglione T.M. "Monte Nero" (dal deposito del 9º Rgt, durante la Prima guerra mondiale indossò la nappina bianca). |

### Reparti Alpini della R.S.I.
| - IX, X, XIV, XV, XVI, XVIII, XIX Battaglioni alpini di difesa costiera della Repubblica Sociale Italiana Costituiti con il personale dei Reggimenti alpini di difesa costiera tra il novembre 1943 e il gennaio 1944. Solo il XIX Battaglione venne costituito nel dicembre 1944 con personale tratto da tutti gli altri battaglioni. Organico tipo di tutti i battaglioni: 400 militari di truppa, 36 sottufficiali, 25 ufficiali. Organizzati su Compagnia comando, 2 Compagnie fucilieri, 2 plotoni cannoni. - 4ª Divisione alpina "Monterosa" Nasce il 1º gennaio 1944 a Pavia, formata da circa 20.000 uomini. Per l'addestramento la Divisione viene inviata in Germania per 6 mesi. Nell'organico della Divisione si contano anche 30 ausiliarie alpine, le prime nella storia del corpo. - Reggimento alpini "Tagliamento" Costituito il 17 settembre 1943 presso la caserma "Giovanni di Prampero" di Udine, già sede dell'8º Reggimento alpini, inizialmente con la denominazione di Reggimento volontari friulani "Tagliamento". Ne fanno parte 3 battaglioni (1º Btg alpini "Isonzo", 2º Btg alpini "Vipacco", 3º Btg misto alpini e bersaglieri "Natisone") |

### Battaglione "Piemonte"
| Nasce il 28 ottobre 1943 come "Reparto esplorante alpino"; il 4 dicembre 1943 diviene Btg "Taurinense"; nel 1944 assume la denominazione definitiva ed entra a far parte del I Raggruppamento Motorizzato (poi Corpo Italiano di Liberazione), inquadrato nel Reggimento di Fanteria speciale "Legnano". |

### Battaglione "Abruzzi"
| Costituito nell'ottobre 1944, era inquadrato nel Reggimento di Fanteria speciale "Legnano"; il 25 novembre 1944 cambiò denominazione in Btg "L'Aquila". |

### Reggimento "Garibaldi"
| Reggimento "Garibaldi" 1945-48. Il Rgt derivava dalla Divisione Italiana Partigiana Garibaldi costituita nel dicembre 1943 in Jugoslavia dai reparti delle Divisioni Venezia e Taurinense. Il 25 aprile 1945 a Viterbo venne costituito il Rgt Garibaldi, che nel settembre transita nella Divisione di Fanteria Folgore. Al Rgt venne consegnato il cappello alpino con fregio in metallo bianco con tondino rosso raffigurante il profilo di Garibaldi, cravatta rossa e speciali mostrine con fiamme verdi in campo azzurro e gladio sovrapposto all'ala tipico della Divisione Folgore. Il 1º dicembre 1948 assume la denominazione di 182º Rgt Fanteria "Garibaldi" e il 1º novembre 1958 diviene 182º Rgt Fanteria corazzata "Garibaldi" perdendo la fisionomia Alpina. Gli venne consegnato il basco nero delle truppe corazzate. Fin dalla costituzione del Rgt il personale ha sempre indossato la cravatta rossa. |

### 8º Reggimento alpini "Tolmezzo"
| Fregio, mostrina e nappina | Fu il primo reparto alpino ricostituito nel dopoguerra. |

### Battaglioni alpini da posizione
| Nati nel 1957 per trasformazione dei Raggruppamenti di Frontiera, nel 1962 cambiarono denominazione in Battaglioni Alpini d'Arresto (con appellativo di Btg "Valle ...") riuniti nell'11º Raggruppamento alpini d'arresto (Btg.Val Tagliamento, Val Fella e Val Natisone), 21º Raggruppamento Alpini d'Arresto (Btg.Val Brenta, Val Adige e Val Leogra) e 22º Raggruppamento Alpini d'Arresto (Btg. Val Chiese). Erano il contraltare alpino dei Battaglioni di fanteria d'arresto, aventi analoghe caratteristiche e uguale finalità strategica. |

### Alpini paracadutisti
| a) per plotoni delle Brigate Alpine e, dal 1964, per la Compagnia Alpini Paracadutisti; b) per Compagnia Alpini Paracadutisti dal 1966 e, dal 1996, per Battaglione Alpini Paracadutisti "Monte Cervino"; c) per il Battaglione "Monte Cervino" dal 1997; d) distintivo per fregio (1º tipo); e) c.s. (2º tipo), dal 1994; f) mostrina (1º tipo); g) c.s. (2º tipo); regolamentate dal 1994, ma indossate già da alcuni anni; h) brevetto (1º tipo) dal 20 maggio 1949; i) c.s. (2º tipo), dal 3 febbraio 1956; j) c.s. (non ufficiale, ma comunemente usato); k) c.s. (3º tipo) dal 19 ottobre 1963; l) c.s. (non ufficiale, ma usato di sovente); i) e j) potevano essere ricamati in cotone su panno (truppa), in canotiglia su panno (Ufficiali), stampati in plastica su panno o in metallo verniciato. |

### V Gruppo salmerie da combattimento "Monte Cassino"
| Formato in Sardegna il 10 dicembre 1943. Alla fine della guerra fu trasformato, in Merano, nella 4ª Compagnia guardie e, infine, disciolto. |

### XXX e XXXI Battaglioni guastatori del Genio alpino
| Il XXX Btg guastatori del Genio alpino venne costituito ai primi di agosto del 1943 e sarebbe dovuto nascere con personale proveniente dal gemello XXXI Btg e dagli allievi guastatori che avrebbero dovuto terminare il corso nell'ottobre 1943. Venne costituito solo il Comando di battaglione con il deposito del materiale di dotazione, il personale assegnato riuscì a costituire due plotoni. Il reparto si sciolse per gli eventi armistiziali. Il XXXI Btg guastatori del Genio Alpino venne costituito nel maggio del 1943 come reparto guastatori con i superstiti dei tre Battaglioni del Genio (XXX, XXXI e XXXII) e personale neo brevettato alla Scuola Guastatori di Civitavecchia, la sede del reparto era ad Asiago. Forza del Battaglione: 1000 militari di truppa, 100 sottufficiali, 54 ufficiali. Organico su Compagnia comando, 4 Compagnie guastatori, Compagnia cannoni, Compagnia mortai, Autoparco. Armamento: 4 cannoni controcarro, 4 mortai pesanti, 64 mortai leggeri, 192 mitragliatrici tra pesanti e leggere. Comandante: magg. ing. Paolo Caccia Dominioni di Sillavengo. Il reparto si sciolse a seguito degli eventi armistiziali dell'8 settembre 1943. Dal 1º settembre 2002 le gloriose tradizioni del reparto sono state assunte dal 32º Btg Genio Guastatori Alpini elevato dal 2004 a Reggimento. |

### Battaglione "Valanga"
| Il Btg "Valanga" era composto da tre compagnie di Guastatori Alpini (1ª "Aquila", 2ª "Uragano", 3ª Armi di accompagnamento) e una di marinai (4ª "Serenissima", composta da ex NG del Rgt. "San Marco"). Indossavano le mostrine della X M.A.S. (prima rosse, poi azzurre), ma rifiutarono, i Genieri Alpini, di dismettere il cappello e indossare il basco. Alla sua costituzione il Btg era stato denominato "Luca Tarigo". |

### Battaglione Genio guastatori per truppe da montagna
| Fregio, mostrina e nappine |